# Dave Reid
David William Reid (Kanada, Ontario, Toronto, 1964. május 15. –) profi jégkorongozó.

## Karrier
Komolyabb junior karrierjét az AJHL-es Red Deer Rustlersben kezdte 1977–1978-ban. A következő szezonban már az OPJHL-es Aurora Tigersben játszott majd 1979–1980-ban a szintén OPJHL-es Royal York Royalsban szerepelt. 1981–1984 között az OHL-es Peterborough Petes keretének a tagja volt és az 1982-es NHL-drafton a Boston Bruins kiválasztotta a harmadik kör 60. helyén. 1984-ben nyolc mérkőzésen bemutatkozott az NHL-ben a bostoni csapatban. A következő szezon felét az AHL-es Hershey Bearsben a másik felét a Bruinsban töltötte. 1985–1986 is így telt csak akkor az AHL-es Moncton Golden Flamesben játszott és ismét játék lehetőséget kapott a Bruins edzőjétől. A következő szezonban szintén ez történt. 1987–1988-ban az AHL-es Maine Marinersba került és mindössze három mérkőzést játszhatott a Bruinsban. 1988. végén a Toronto Maple Leafshez igazolt. Torontóban három szezont játszott és átlagosan 30 pontot szerzett idényenként. 1991–1992-ben visszaigazolt a Bostonba de ismét leküldték az AHL-be a Maine Marinersbe. 1996-ig szerepelt a bostoni csapatban és csak 1994–1995-ben fordult elő hogy lekerült a farmcsapatba a Providence Bruinsba hét mérkőzésre. 1996-ban a Dallas Starshoz igazolt és a csapattal 1999-ben felért a csúcsra mert ekkor elhódították a Stanley-kupát. 1999–2001 között a Colorado Avalanche csapatát erősítette és 2001-ben ismét Stanley-kupa győztes lett. Ezután visszavonult a profi jégkorongtól.

## Díjai
- Stanley-kupa: 1999, 2001

## Karrier statisztika
| 1977–1978  | Red Deer Rustlers     | AJHL       | 51  | 7   | 9   | 16  | 76  | —   | — | —  | —  | —  |
| 1978–1979  | Aurora Tigers         | OPJHL      | —   | —   | —   | —   | —   | —   | — | —  | —  | —  |
| 1979–1980  | Royal York Royals     | ON-Jr.A    | 41  | 4   | 7   | 11  | 93  | —   | — | —  | —  | —  |
| 1980–1981  | Mississauga Reps      | MTHL       | 39  | 21  | 28  | 49  | —   | —   | — | —  | —  | —  |
| 1980–1981  | Dixie Beehives        | ON-Jr.A    | 4   | 2   | 3   | 5   | 0   | —   | — | —  | —  | —  |
| 1981–1982  | Peterborough Petes    | OHL        | 68  | 10  | 32  | 42  | 41  | 9   | 2 | 3  | 5  | 11 |
| 1982–1983  | Peterborough Petes    | OHL        | 70  | 23  | 34  | 57  | 33  | 4   | 3 | 1  | 4  | 0  |
| 1983–1984  | Peterborough Petes    | OHL        | 60  | 33  | 64  | 97  | 12  | 8   | 7 | 2  | 9  | 12 |
| 1983–1984  | Boston Bruins         | NHL        | 8   | 1   | 0   | 1   | 2   | —   | — | —  | —  | —  |
| 1984–1985  | Hershey Bears         | AHL        | 43  | 10  | 14  | 24  | 6   | —   | — | —  | —  | —  |
| 1984–1985  | Boston Bruins         | NHL        | 35  | 14  | 13  | 27  | 27  | 5   | 1 | 0  | 1  | 0  |
| 1985–1986  | Moncton Golden Flames | AHL        | 26  | 14  | 18  | 32  | 4   | —   | — | —  | —  | —  |
| 1985–1986  | Boston Bruins         | NHL        | 37  | 10  | 10  | 20  | 10  | —   | — | —  | —  | —  |
| 1986–1987  | Moncton Golden Flames | AHL        | 40  | 12  | 22  | 34  | 23  | 5   | 1 | 0  | 1  | 0  |
| 1986–1987  | Boston Bruins         | NHL        | 12  | 3   | 3   | 6   | 0   | 2   | 0 | 0  | 0  | 0  |
| 1987–1988  | Maine Mariners        | AHL        | 63  | 21  | 37  | 58  | 40  | 10  | 6 | 7  | 13 | 0  |
| 1987–1988  | Boston Bruins         | NHL        | 3   | 0   | 0   | 0   | 0   | —   | — | —  | —  | —  |
| 1988–1989  | Toronto Maple Leafs   | NHL        | 77  | 9   | 21  | 30  | 22  | —   | — | —  | —  | —  |
| 1989–1990  | Toronto Maple Leafs   | NHL        | 70  | 9   | 19  | 28  | 9   | 3   | 0 | 0  | 0  | 0  |
| 1990–1991  | Toronto Maple Leafs   | NHL        | 69  | 15  | 13  | 28  | 18  | —   | — | —  | —  | —  |
| 1991–1992  | Maine Mariners        | AHL        | 12  | 1   | 5   | 6   | 4   | —   | — | —  | —  | —  |
| 1991–1992  | Boston Bruins         | NHL        | 43  | 7   | 7   | 14  | 27  | 15  | 2 | 5  | 7  | 4  |
| 1992–1993  | Boston Bruins         | NHL        | 65  | 20  | 16  | 36  | 10  | —   | — | —  | —  | —  |
| 1993–1994  | Boston Bruins         | NHL        | 83  | 6   | 17  | 23  | 25  | 13  | 2 | 1  | 3  | 2  |
| 1994–1995  | Providence Bruins     | AHL        | 7   | 3   | 0   | 3   | 0   | —   | — | —  | —  | —  |
| 1994–1995  | Boston Bruins         | NHL        | 38  | 5   | 5   | 10  | 10  | 5   | 0 | 0  | 0  | 0  |
| 1995–1996  | Boston Bruins         | NHL        | 63  | 23  | 21  | 44  | 4   | 5   | 0 | 2  | 2  | 2  |
| 1996–1997  | Dallas Stars          | NHL        | 82  | 19  | 20  | 39  | 10  | 7   | 1 | 0  | 1  | 4  |
| 1997–1998  | Dallas Stars          | NHL        | 65  | 6   | 12  | 18  | 14  | 5   | 0 | 3  | 3  | 2  |
| 1998–1999  | Dallas Stars          | NHL        | 73  | 6   | 11  | 17  | 16  | 23  | 2 | 8  | 10 | 14 |
| 1999–2000  | Colorado Avalanche    | NHL        | 65  | 11  | 7   | 18  | 28  | 17  | 1 | 3  | 4  | 0  |
| 2000–2001  | Colorado Avalanche    | NHL        | 73  | 1   | 9   | 10  | 21  | 18  | 0 | 4  | 4  | 6  |
| NHL totals | NHL totals            | NHL totals | 961 | 165 | 204 | 369 | 253 | 118 | 9 | 26 | 35 | 34 |